# Gelsemina
Gelsemina es un alcaloide tóxico encontrado en la planta Gelsemium sempervirens. Tiene efectos convulsivos con un mecanismo de acción similar a la estricnina. Debido a su estructura compleja, gelsemina ha sido el objetivo de un número de proyectos de síntesis total.